# 舍伍德 (北达科他州)
舍伍德（英語：Sherwood），是美国北达科他州下属的一座城市。根据2010年美国人口普查，该市有人口242人。2011年估计该市有人口243人，相对于2010年，增长率为0.41%。